# Classe G (sous-marin américain)
Pour les autres classes de navires du même nom, voir Classe G.
Les sous-marins de la classe G forment une classe de quatre sous-marins de la marine américaine.

## Navires de la classe
- USS G-1 (SS-19½) (anciennement Seal) est mis sur cale le 2 février 1909, lancé sous le nom de Seal le 8 février 1911, mais renommé G-1 le 17 novembre 1911. Il est mis en service le 28 octobre 1912. Désarmé le 6 mars 1920, redésigné SS-20 cette année-là. Coulé comme cible près de Taylor's Point, dans la baie de Narragansett, par l'USS Grebe le 21 juin 1921. L'épave existe peut-être encore[2].
- USS G-2 (SS-27) (anciennement Tuna) est mis sur cale le 20 octobre 1909, rebaptisé G-2 le 17 novembre 1911 et lancé le 10 janvier 1912. Il est mis en service le 1er décembre 1913, remis en service le 6 février 1915. Désarmé le 2 avril 1919 et utilisé comme cible ; coulé à Niantic, Connecticut le 30 juillet 1919. L'épave existe peut-être encore[3].
- USS G-3 (SS-31) (anciennement Turbot) est posé le 30 mars 1911, rebaptisé G-3 le 17 novembre 1911 et lancé le 27 décembre 1913. Il est mis en service le 22 mars 1915. Désarmé le 5 mai 1921 et mis au rebut en 1922[4].
- USS G-4 (SS-26) (anciennement Thrasher) est posé le 9 juillet 1910, rebaptisé G-4 le 17 novembre 1911 et lancé le 15 août 1912. Il est mis en service le 22 janvier 1914. Désarmé le 5 septembre 1919 et mis au rebut en 1921[5].